# .sb

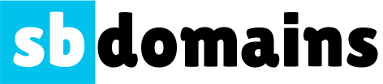

.sb는 솔로몬 제도의 인터넷 국가 코드 최상위 도메인이다. 등록 서비스는 솔로몬 제도 네트워크 정보 센터가 운영한다.

## 2차 도메인
무제한 국제 등록:
- com.sb
- net.sb

제한 국제 등록:
- edu.sb
- org.sb
- gov.sb